# Grand Am
ГрандАм (также Rolex Sports Car Series) — являлась главной серией Grand American Road Racing Association (GARRA). Эта североамериканская серия гонок спортивных автомобилей была основана в 2000 под эгидой GARRA, с целью замены провалившегося Чемпионата США по гонкам на дорожных автомобилях (United States Road Racing Championship). Rolex стал спонсором серии в 2002.
На протяжении многих лет в этих гонках выступали автомобили разных классов, прототипов и ГТ. В 2003 в серии дебютировал её собственный прототип, известный как Daytona Prototypes, названный так по главному событию, Rolex 24 at Daytona. Завершила своё существование в 2013 году.

## История
Вслед за крахом United States Road Racing Championship (Чемпионат США по гонкам на дорожных автомобилях) в 1999, была создана новая Grand American Road Racing Association, заявившая о желании принять формат, близкий к USRRC, построенный вокруг гонки 24 часа Дайтоны. Эта серия была альтернативой бывшему Чемпионату IMSA GT, который был сменен Американской Серией ЛеМан в 1999. Новой серии предстояло использовать 2 класса прототипов, подобных тем, что ездили в новом Европейском Чемпионате, тогда как Гран Туризмо включал три класса: GTO — большие автомобили на базе серийных, GTU — автомобили поменьше, и AGT — американские автомобили с трубчатой рамой. GTO и GTU были переименованы в GTS и GT в 2001 для большего сходства с таковыми же в American Le Mans Series.

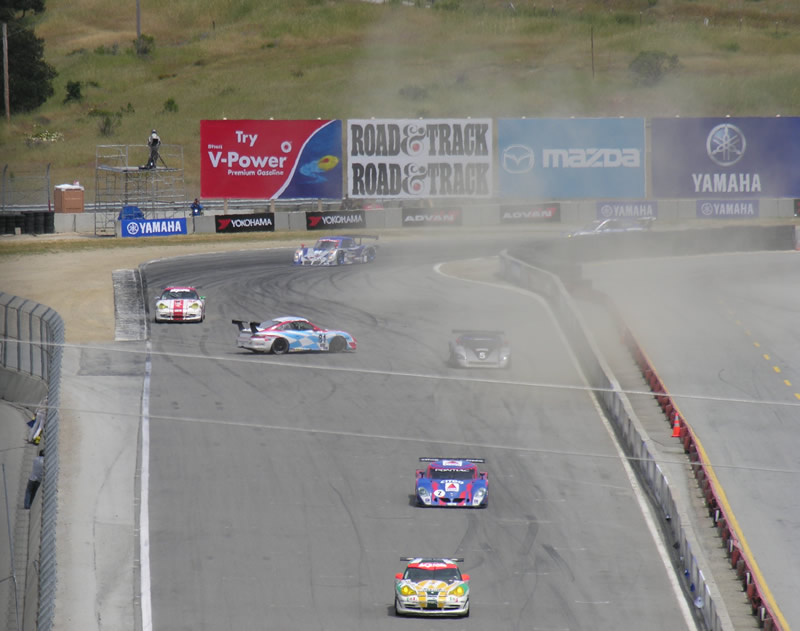
Инцидент в 2005 на Grand-Am Road & Track 250 в Лагуна-Секе

В 2003 серия претерпела радикальные перемены, когда дебютировали Дайтоновские Прототипы, сменившие оба класса спортпрототипов SRP. Хотя тем и было позволено участвовать до конца 2003, лишь некоторые так поступили, тогда как DP сразу начали распространение. Класс American GT также постепенно исчез, так как автомобили заявлялись в схожий класс GTS.
В 2004 более быстрые GTS были запрещены для создания большей разницы между DP и GT. Это означало, что класс GT стал высшим среди ГТ, объединившись с Super Grand Sport (SGS) из серии Grand Am Cup. В дальнейшем в 2005 были введены единые правила для автомобилей ГТ, и теперь Rolex Sports Car Series использует два класса: DP и GT.

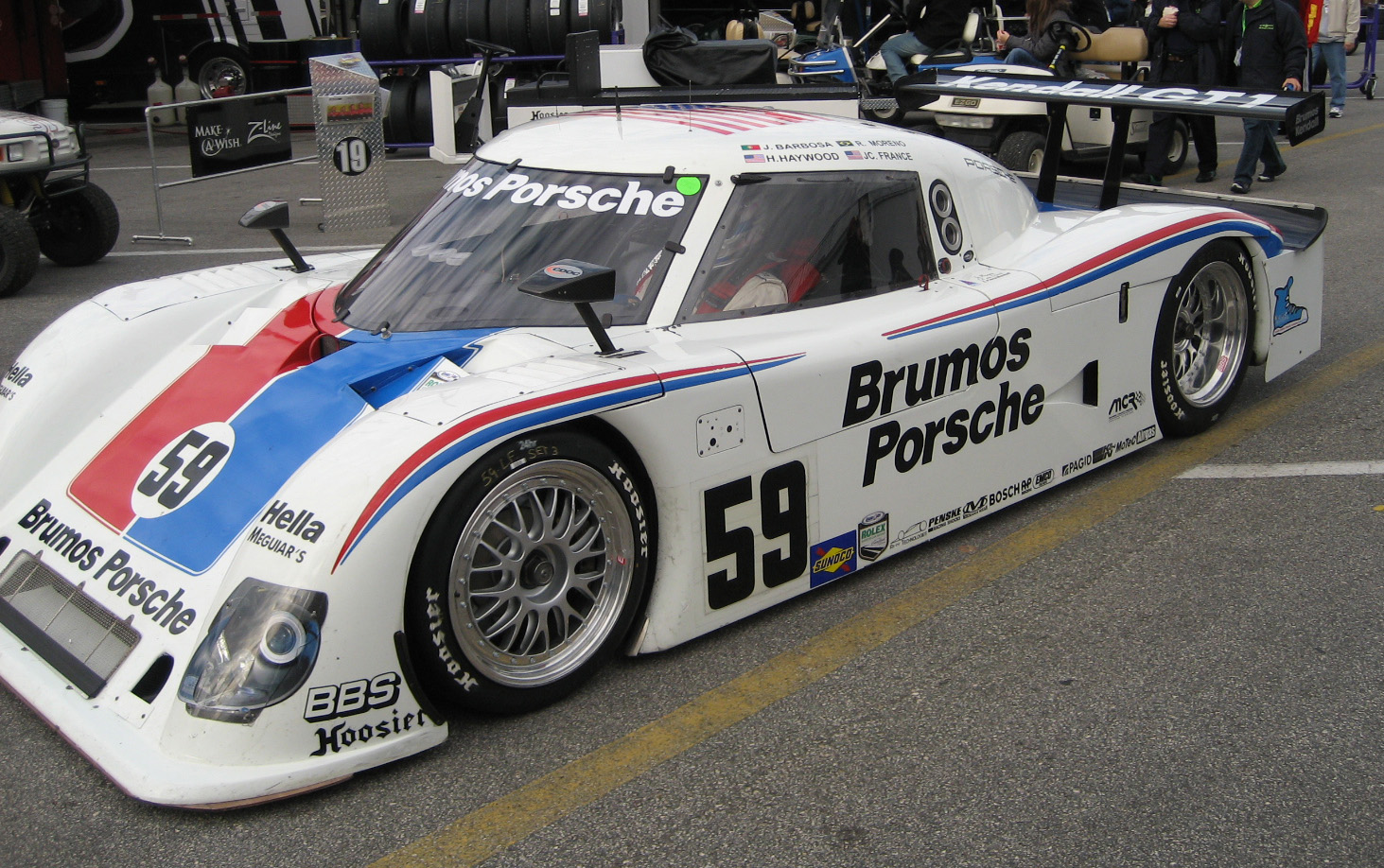
2007 Riley MkXI Daytona Prototype на гонке 24 часах Дайтоны 2007 года.

Эта формула дала Rolex Sports Car Series большое число участников в каждой гонке, благодаря доступности и низкой цене автомобилей в каждом классе и стремлению GARRA к максимальному уравниванию участников.
Имея такое большое число участников в каждом классе, Grand-Am была вынуждена развести гонки на коротких треках по классам, поскольку было невозможно выпустить полсотни машин на один трек за один заход. В каждом случае, GT гоняются в субботу, а DP в воскресенье. Этот раздельный формат позволяет пилотам выступать в обеих гонках. Каждая гонка проводится на одинаковую дистанцию, как если бы оба класса гонялись вместе. Это приводит к тому, что гонки ГТ становятся чуть длиннее, чем при совместном выступлении, когда прототипы финишируют в нескольких кругах впереди, не позволяя ГТ проехать всю дистанцию.

## Чемпионы серии
| Сезон | SR                             | SRII                        | GTO                          | GTU                       | AGT          |
| ----- | ------------------------------ | --------------------------- | ---------------------------- | ------------------------- | ------------ |
| 2000  | James Weaver                   | Larry Oberto                | Terry Borcheller             | Mike Fitzgerald           | Doug Mills   |
|       | SRP                            | SRPII                       | GTS                          | GT                        | AGT          |
| 2001  | James Weaver                   | Andy Lally                  | Chris Bingham                | Darren Law                | Craig Conway |
| 2002  | Didier Theys                   | Terry Borcheller            | Chris Bingham                | Bill Auberlen Cort Wagner | Kerry Hitt   |
|       | DP                             | SRPII                       | GTS                          | GT                        |              |
| 2003  | Terry Borcheller               | Steve Marshall              | Tommy Riggins Dave Machavern | Cort Wagner Brent Martini |              |
|       | DP                             | GT                          | SGS                          |                           |              |
| 2004  | Макс Папис Скотт Пруэтт        | Энди Лалли Марк Бантинг     | Билл Оберлен Борис Сэд       |                           |              |
|       | DP                             | GT                          |                              |                           |              |
| 2005  | Макс Анджелелли Уэйн Тейлор    | Крейг Стэнтон               |                              |                           |              |
| 2006  | Йорг Бергмайстер               | Энди Лалли Марк Бантинг     |                              |                           |              |
| 2007  | Алекс Гёрни Джон Фогерти       | Дирк Вернер                 |                              |                           |              |
| 2008  | Скотт Пруэтт Мемо Рохас        | Пол Эдвардс Келли Коллинз   |                              |                           |              |
| 2009  | Алекс Гёрни Джон Фогерти       | Лей Кин Дирк Вернер         |                              |                           |              |
| 2010  | Скотт Пруэтт Мемо Рохас        | Джефф Сегал Эмиль Ассентато |                              |                           |              |
| 2011  | Скотт Пруэтт Мемо Рохас        | Лей Кин Эндрю Дэвис         |                              |                           |              |
| 2012  | Скотт Пруэтт Мемо Рохас        | Джефф Сегал Эмиль Ассентато |                              |                           |              |
|       | DP                             | GT                          | GX                           |                           |              |
| 2013  | Макс Анджелелли Джордан Тейлор | Алессандро Бальзан          | Джим Норман                  |                           |              |